# Thilda Fuller
Thilda Fuller (Parigi, ...) è una modella francese, vincitrice del titolo di Miss Tahiti 1979 e Miss Francia 1980, benché abbia rinunciato al titolo tre giorni dopo l'elezione e sia stata sostituita dalla seconda classificata Patricia Barzyk, Miss Jura. Successivamente è stata finalista a Miss Universo 1980, ma con la fascia di Miss Tahiti.